# Olaf Martens
Olaf Martens (* 30. September 1963 in Halle (Saale)) ist ein deutscher Fotograf. Seine Mode- und Werbefotografie hat ihn international bekannt gemacht. 

## Leben und Werk
Olaf Martens ist in Nordhausen aufgewachsen und studierte von 1985 bis 1992 Fotografie an der Hochschule für Grafik und Buchkunst (HGB) in Leipzig, davon zwei Jahre als Meisterschüler bei Wolfgang G. Schröter und Helfried Strauß.
Seine Zeitgenossen sind die Künstler der Leipziger Schule, wie Neo Rauch, Tim Eitel oder Tilo Baumgärtel.
Seit Ende der 1990er Jahre fertigt Olaf Martens Aufnahmen für PR- und Werbekampagnen internationaler Auftraggeber. Er schuf Bildreportagen und Fotobeiträge u. a. für: FAZ-Magazin, Der Spiegel, Stern, Harpers Bazar Russland, Focus Magazin, Max, Die Welt, Art, Geo Spezial, Merian, Glamour, Wiener, Park Avenue.
Daneben hat er immer freie Arbeiten realisiert und in zahlreichen Ausstellungen vorgestellt.
Seine Fotoarbeiten zeigen häufig Gegensätze, die heile opulente und dekadente Welt und deren Einsturz sowie den Kampf zwischen Gut und Böse, aber auch eindrucksvolle und sehr intime Porträt-Fotografien bekannter Schriftsteller und Verleger.
In den vergangenen Jahren bewegte er sich vor allem in der internationalen Foto-Szene, führte Workshops in Bangkok, Sydney, Moskau, Prag durch und wirkt als Lehrer an der EFTI-Fotoschule Madrid.
Seine Werke sind u. a. in der Sammlung Goetz und Sammlung F. C. Gundlach, im Leopold Museum Wien, im Rheinischen Landesmuseum Bonn und Staatliche Galerie Moritzburg Halle (Saale), vertreten.
Olaf Martens lebt und arbeitet in Leipzig.
Der Rapper Hexer ist sein Sohn.

## Ausstellungen (Auswahl)

### Einzelausstellungen
- 1983: Fotoclub ROH, Liberec
- 1990: Galerie Augenblick, Leipzig
- 1991: Galerie Alter Markt, Halle/S.; PPS-Galerie, Berlin; Galerie Bildende Kunst, Berlin
- 1992: Galerie Eye-Gen-Art, Köln; Galerie Specks Hof, Leipzig; Galerie Fiedler, Leipzig; Goethe-Institut, Rotterdam Art
- 1998: Kunsthaus, Dresden; Barlach Halle K, Hamburg; 2. Internationale Fotobiennale, Moskau
- 2000: Internationale Fotobiennale, Goethe-Institut, Rotterdam; Fotomuseum, Leipzig-Mölkau; Ephraim-Palais, Berlin
- 2003: „Masken & Fassaden“, Haus des Buches, Leipzig
- 2004: Grassi Museum für Angewandte Kunst, Leipzig
- 2005: FFI – Fotoforum International, Frankfurt; Neue Sächsische Galerie, Chemnitz
- 2007: „Der schöne Mensch“, Neue Sächsische Galerie, Chemnitz
- 2014: „From Russia with Love“, LUMAS Galerie, Berlin
- 2015: „Spilt Milk“, Museum der Leipziger Baumwollspinnerei, Leipzig
- 2018: „Futuropolis – Stadt der Frauen“, Galerie Au Pont Rouge, Sankt Petersburg
- 2019: „Bodytopia“ Olaf Martens – Fotografie, Kunsthalle Talstraße, Halle (Saale)
- 2021 / 2022: „Heimat und Tapeten“, Museum Flohburg, Stadtbibliothek, Kunsthaus Meyenburg, Nordhausen

### Gruppenausstellungen
- 1988: „150 Jahre Fotografie“, Ephraim-Palais, Berlin
- 1992: Galerie Sandmann & Haak Hannover
- 1995: Museum für angewandte Kunst und Gewerbe, Berlin
- 1997: Rheinisches Landesmuseum Bonn
- 2000: Museum für Kunst und Gewerbe, Hamburg; Deutsches Hygiene-Museum, Dresden
- 2003: Neue Galerie und Stadtmuseum, Graz; Grassi Museum, Leipzig; Museum Bochum; Multimedia Art Museum (ehemals Moscow House of Photography), DHM I Deutsches Historisches Museum, Berlin
- 2006: Leopold Museum, Wien; Haus der Photographie/Deichtorhallen, Hamburg
- 2011: „Leipzig Fotografie since 1839“, Museum der bildenden Künste Leipzig
- 2013: „Künstler der Galerie f5,6“ auf der AiPad Messe, New York
- 2014: „DDR – Aktfotografie“, zwei Galerien, Halle und Bitterfeld; Künstler der Galerie Irrgang, Leipzig
- 2015: „Vier Fotografen“, Photographie 15, Zürich
- 2016: „Ansichten aus einem Land, Fotografie aus Ostdeutschland“, Armenische Nationalgalerie, Jerewan
- 2017: „Stadt der Sterblichen“, Kunstforum der Sparkasse Halle (Saale); „High Heels – Die hohe Kunst der Schuhe“, Schloss Lichtenwalde, bei Chemnitz

## Publikationen (Auswahl)
- Olaf Martens – Fotografien, Texte von F. C. Gundlach, Klaus Honnef und Wolfgang G. Schröter. Kilchberg/Zürich 1994, ISBN 978-3-90551-411-7.
- Olaf Martens. Frostiges Feuer. Neue Fotografien, Text von Klaus Honnef. Rheinisches Landesmuseum, Bonn 1996, ISBN 978-3-90816-241-4.
- Olaf Martens, Peter Lang. Lust und Spiele. Kunsthaus Dresden, Städtische Galerie für Gegenwartskunst, Dresden 1998.
- Bilder, die noch fehlten, Text von Klaus Honnef. Deutsches Hygiene-Museum, Das Museum vom Menschen, Dresden 2000, ISBN 978-3-77570-978-1.
- Masken & Fassaden. St. Petersburger Perspektiven. Olaf Martens Fotografie 1996–2003. Arnold Verlag, Stuttgart 2003,  ISBN 978-3-89790-017-2.
- Von Körpern und anderen Dingen – Deutsche Fotografie im 20. Jahrhundert. Deutsches Historisches Museum, Berlin; Moscow House of Photography, Moskau; Museum Bochum 2003, ISBN 978-3-89904-063-0.
- Träume Welten Hintergründe. Olaf Martens 1984–2004. Grassi Museum, Museum für Kunsthandwerk, Verlag Faber und Faber, Leipzig 2004, ISBN 978-3-93661-845-7.
- Heimat und Tapeten. Olaf Martens Fotografien. Texte von Sabine Reinhard-Martens; Vorwort und Essay von Claas Cordes. Passage-Verlag, Leipzig 2018, ISBN 978-3-95415-075-5.
- Nacktes Leben. Aktfotografie 1983 bis 1991. Olaf Martens (Fotograf) Theo O. Immisch (Hrsg.), Mitteldeutscher Verlag, Halle (Saale) 2020, ISBN 978-3-96311-179-2.
- Das Dekameron / Giovanni Boccaccio. Faber & Faber, Leipzig 2020, ISBN 978-3-86730-177-0.